# أندرو لويد
أندرو لويد (بالإنجليزية: Andrew Lloyd)‏ هو لاعب كرة مضرب أمريكي، ولد في 1942 في شريفبورت في الولايات المتحدة.

## وصلات خارجية
- أندرو لويد على موقع رابطة محترفي التنس (الإنجليزية)
- أندرو لويد على موقع أرشيف التنس.كوم (الإنجليزية)